# Melicoccus lepidopetala
Melicoccus lepidopetala är en kinesträdsväxtart som beskrevs av Ludwig Radlkofer. Melicoccus lepidopetala ingår i släktet Melicoccus och familjen kinesträdsväxter. Inga underarter finns listade i Catalogue of Life.